# Imstîciovo, Irșava
Imstîciovo (în ucraineană Імстичово) este o comună în raionul Irșava, regiunea Transcarpatia, Ucraina, formată numai din satul de reședință.

## Demografie
Componența lingvistică a comunei Imstîciovo
     Ucraineană (99,41%)
     Alte limbi (0,59%)
Conform recensământului din 2001, majoritatea populației comunei Imstîciovo era vorbitoare de ucraineană (99,41%), existând în minoritate și vorbitori de alte limbi.